# Гейнлет Йозеф Алоїз
Йозеф Алоїз фон Гейнлет (нім. Joseph Alois von Heinleth, 1769 — 1856) — директор Рішельєвського ліцею, надвірник радник.

## Біографія
Й. А. (Йосип-Олексій Іванович) фон Гейнлет народився 13 грудня 1769 року. Походив з Баварії.
Обіймав посади директора Ризького домського повітового училища, директора училищ Ліфляндської губернії.
З березня 1822 року до лютого 1825 року був директором Рішельєвського ліцею.
Мав чин надвірного радника.
Помер 25 квітня1856 року.